# Jean-Marc Gales
Jean-Marc Gales (né le 16 août 1962 à Esch-sur-Alzette) est un homme d'affaires luxembourgeois.

## Biographie

### Parcours professionnel
Il est nommé en mars 2009 directeur général de Citroën par le PDG Christian Streiff, en replacement de Gilles Michel, qui avait quitté le groupe PSA en décembre 2008.
Ancien directeur des ventes mondiales de Mercedes-Benz depuis 2006, il est nommé membre du directoire de PSA Peugeot Citroën lors de la réunion du Conseil de surveillance du 21 avril 2009.
Titulaire d'un master en sciences du management (Imperial College London) et ingénieur diplômé en génie mécanique (Université de Karlsruhe), il est entré chez BMW en 1990 où il a occupé différents postes de direction (planning stratégique, coordination groupe, organisation). Il est ensuite chez Volkswagen de 1998 à 2003 où il sera directeur du marketing stratégique puis directeur du marketing groupe. Puis chez le constructeur américain General Motors de 2003 à 2006, où il sera successivement directeur général véhicules utilitaires légers et directeur général ventes, marketing, après-vente Europe Centrale pour les marques Opel et Saab.
Le 19 juin 2009, Philippe Varin élargit ses fonctions aux deux marques du groupe PSA, ce pilotage des deux marques étant une première dans le groupe.
Le 5 janvier 2012, Jean-Marc Gales décide de quitter le groupe PSA Peugeot Citroën, il est amené à prendre la direction de l’association européenne des fournisseurs automobiles CLEPA. Il est remplacé dans ses fonctions par Frédéric Saint-Geours.
De 2014 à 2018, Jean-Marc Gales est le directeur général de Lotus Cars.
En 2021, il entre chez Williams Advanced Engineering. Puis, en 2023, il prend la tête de Wrightbus.

### Décoration
- Commandeur de l'Ordre de Mérite du grand-duché de Luxembourg (Promotion 2016)[7]